# Stříbrná
Stříbrná (in tedesco Silberbach) è un comune della Repubblica Ceca facente parte del distretto di Sokolov, nella regione di Karlovy Vary.